# لیپیا گورا (استان اشوی‌داشکسیه)
لیپیا گورا (به لهستانی: Lipia Góra) یک منطقهٔ مسکونی در لهستان است که در گمینا کراسوچین واقع شده‌است. لیپیا گورا ۱۲۰ نفر جمعیت دارد.